# An Cailín Ciúin
An Cailín Ciúin (Engels: The Quiet Girl) is een Ierse coming-of-agefilm uit 2022, geschreven en geregisseerd door Colm Bairéad in zijn regiedebuut. De film is gebaseerd op het korte verhaal Foster van Claire Keegan uit 2010.

## Verhaal
Cáit is een negenjarig rustig meisje dat met haar arme ouders en heel wat broers en zussen op het Ierse platteland woont. Ze heeft er moeite mee zich op school aan te passen. Nu haar moeder weer zwanger is, besluiten haar ouders in de zomer van 1981 hun dochter weg te sturen om bij een verre nicht van middelbare leeftijd, Eibhlín Cinnsealach, en haar man Seán te gaan logeren.

## Rolverdeling
| Acteur               | Personage        |
| -------------------- | ---------------- |
| Catherine Clinch     | Cáit             |
| Carrie Crowley       | Eibhlín Kinsella |
| Andrew Bennett       | Seán Kinsella    |
| Michael Patric       | vader            |
| Kate Nic Chonaonaigh | moeder           |

## Release en ontvangst
An Cailín Ciúin ging op 11 februari 2022 in première op het Internationaal filmfestival van Berlijn en won er een  "Speciale vermelding: Kristallen Beer voor beste film" van de Generation Kplus-sectie en de Grand Prix of the International Jury Generation Kplus for the Best Film. De film werd geselecteerd als Ierse inzending en genomineerd voor de beste niet-Engelstalige film voor de 95ste Oscaruitreiking.
De film kreeg overwegend positieve kritieken van de filmcritici, met een score van 97% op Rotten Tomatoes, gebaseerd op 144 beoordelingen.

## Prijzen en nominaties
De belangrijkste:
| Jaar | Prijs                                   | Categorie                                                               | Genomineerde(n)              | Uitslag     |
| ---- | --------------------------------------- | ----------------------------------------------------------------------- | ---------------------------- | ----------- |
| 2023 | Academy Awards (Oscars)                 | Beste internationale film                                               | Beste internationale film    | Genomineerd |
| 2023 | BAFTA Film Awards                       | Beste bewerkte scenario                                                 | Colm Bairéad                 | Genomineerd |
| 2023 | BAFTA Film Awards                       | Beste niet-Engelstalige film                                            | Beste niet-Engelstalige film | Genomineerd |
| 2023 | Satellite Awards                        | Beste niet-Engelstalige film                                            | Beste niet-Engelstalige film | Genomineerd |
| 2022 | Internationaal filmfestival van Berlijn | Grand Prix of the International Jury in Generation Kplus                | Colm Bairéad                 | Gewonnen    |
| 2022 | Internationaal filmfestival van Berlijn | Speciale Vermelding: Kristallen Beer voor beste film (Generation Kplus) | Colm Bairéad                 | Gewonnen    |